# Lee Jong-hyun
Lee Jong-hyun (en hangul, 이종현; pronunciado iː dʑoːŋ hjəːn) (Busan, 15 de mayo de 1990) es un guitarrista, músico, cantante, compositor y actor surcoreano. Se desempeñó como guitarrista principal y vocalista de la banda de rock/pop,  CNBLUE entre 2009 y 2019.
Realizó su debut como actor en la película Acoustic en 2010, seguido consiguió su primer papel en televisión con el drama A Gentleman's Dignity en 2012. En 2015 forma parte del elenco del drama Orange Marmalade, además de aparecer en We Got Married junto a la actriz Gong Seung Yeon como su esposa.

## Biografía

### Primeros años
Lee Jong Hyun nació el 15 de mayo de 1990 en Busan, Corea del Sur. Su familia se compone de sus padres y dos hermanas mayores. Vivió en Busan antes de que su familia se mudara a Japón cuando tenía cuatro años. Posteriormente regresaron a Busan, donde terminó la escuela primaria y secundaria. 
El cazatalentos de FNC Music (actualmente conocido como FNC Entertainment) que estaba en Busan para ver a Yonghwa, se cruzó con Jong Hyun en la calle, y le sugirió que audicionara para la agencia. En su camino a la audición se encontró con quien sería su compañero de banda, Jung Yong Hwa. Luego, se reunieron con Kang Min Hyuk, actual miembro de la banda, en el lugar donde se celebraba el casting. Finalmente, solo los tres lograron pasar la audición y Jong Hyun empezó su entrenamiento en la academia de la agencia, llamada FNC Academy.
Antes de embarcarse en su carrera musical, Jong Hyun fue un atleta de judo y ganó una medalla de oro en un campeonato organizado entre los atletas de su ciudad natal cuando cursaba su educación media. Sin embargo, decidió dejar los deportes al darse cuenta de que en ese campo no iba a sobresalir al perder un partido en unos pocos segundos. A continuación empezó a enfocarse en la música. Primero, aprendió a cantar, luego a tocar el piano. Entonces, al ver al cantante y guitarrista inglés Eric Clapton tocar la guitarra, se inspiró para aprender a tocarla él también.

### Carrera musical
Jong Hyun debutó con CNBLUE en Corea del Sur el 14 de enero de 2010 con su primer sencillo "I'm a Loner". Antes de su debut coreano, ellos empezaron como una banda indie en Japón en agosto de 2009, donde él se desempeñaba como líder del grupo. Luego de su debut coreano, Young Hwa se hizo cargo de su puesto. En octubre de 2011, lanzaron su primera canción en Japón ya como CNBLUE. 
Jong Huyn, junto a Yong Hwa, han sido los que más contribuciones significativas han dado a la banda al componer canciones que han sido lanzadas tanto en Japón como en Corea del Sur. Compuso canciones como "Blind Love", "Lie", "Rain of Blessing", "Kimio", "My Miracle", "Come On", "No More", "These Days" etc., que recibieron una respuesta positiva. "Come On" se situó en el puesto 5 del Oricon Semanal y "Blind Love" en el puesto 4. "Get Away", una de sus composiciones, fue utilizado como tema de cierre para la emisión japonesa de la serie americana Gossip Girl'. 
Jong Hyun cantó "My Love" para la BSO del drama A Gentleman's Dignity, donde también actuó. Esta canción fue el primer lanzamiento en solitario desde su debut. La BSO alcanzó puestos altos en varias listas musicales en línea por varias semanas y se convirtió en la BSO más popular de un drama coreano para el año 2012, ganó el premio a mejor banda sonora en los Seoul Music Awards. "My Love" se situó en el puesto 6 de Billboard K-pop Hoy 100 para su edición de fin de año y alcanzó el puesto 15 de la lista nacional Gaon para su edición de fin de año.
Jong Hyun junto a su compañera de agencia Juniel formaron un dúo llamado "Romantic J", y lanzaron un sencillo Digital de Invierno titulado "사랑이 내려 (Love falls)". La canción fue compuesta por él y escrita por Juniel. Un adelanto del vídeo musical fue lanzado el 5 de diciembre de 2013, mientras que el vídeo completo fue liberado el 9 de diciembre a través del canal oficial de FNC en Youtube. La canción alcanzó el puesto 27 de MelOn Chart. El dúo realizó su primera presentación en vivo a través de Simply KPOP, para luego hacerlo en los demás programas musicales.  
El 2 de agosto de 2015, Lee Jong Hyun realizó su primera reunión de fanes como artista en solitario en el Tokyo International Forum de Japón junto a 10,000 fanes.
Dejó CNBLUE en 2019 después de verse involucrado en polémicas.

### Actuación
En 2010, Jong Hyun realizó su debut en la actuación interpretando a Kim Seong Won en la película Acoustic, que se estrenó el 28 de octubre de ese año. En ella participa junto a su compañero de banda Kang Min Hyuk, quien interpreta a su hermano. La película gira en torno a la historia de dos hermanos que aman la música, sin embargo no pueden dedicarse a ella por falta de dinero. El hermano mayor decide vender su guitarra pero su hermano menor la pierde accidentalmente, encontrándola en una panadería de la Universidad de Hongik donde aprenden nuevos conocimientos sobre música del dueño de la panadería.
El 27 de mayo de 2012, Jong Hyun realizó un pequeño papel en el drama A Gentleman's Dignity, donde compartió roles con Jang Dong Gun, Kim Ha Neul, Kim Min Jong, Kim Su Ro y Lee Jong Hyuk.
En julio de 2013, Jong Hyun hace un cameo como un personaje importante en el drama Adolescence Medley. Además, en 2014 hizo otro cameo en el drama en línea One Sunny Day protagonizado por el actor So Ji Sub
En mayo de 2015, Jong Hyun participó, junto a su compañera de sello Seolhyun de AOA, el drama Orange Marmalade, donde interpretó al vampiro Han Si Hoo.

### Vida personal
En agosto de 2018 inició su servicio militar obligatorio, el cual finalizó el 25 de marzo de 2020. Durante el mismo, se vio implicado junto con otros miembros del mundo del espectáculo en el conocido como escándalo del Burning Sun, relacionado sobre todo con delitos sexuales. En marzo de 2019 admitió que había participado en los chats donde se difundían vídeos ilícitos de contenido sexual, y unos meses después acabó abandonando CNBLUE.

## Discografía

### Sencillos
| Año | Título                                    | Posición | Posición      | Ventas               | Álbum                                           |
| Año | Título                                    | KOR Gaon | KOR Billboard | Ventas               | Álbum                                           |
| --- | ----------------------------------------- | -------- | ------------- | -------------------- | ----------------------------------------------- |
| 2010 | High Fly (con Kang Min-hyuk)              | 102      | —             |                      | BSO Acoustic                                    |
| 2012 | 내 사랑아 (My Love)                       | 4        | 2             | KOR (DL): 2,187,150+ | BSO A Gentleman's Dignity                       |
| 2013 | 사랑이 내려 (Love falls) (con Juniel)     | 27       | 52            | KOR (DL): 112,735+   | Romantic J: Winter Special Digital Single Album |
| 2014 | 사실은 말야 (Young Love) (con Melody Day) | 76       | —             |                      | Sencillo digital                                |
| "—" indica que no hubo medición o lanzamiento en ese territorio. Nota: Billboard K-Pop Hot 100 Chart fue establecido en agosto de 2011, antes de eso no había medición |                                           |          |               |                      |                                                 |

### Créditos por canciones escritas y producidas
| \| Año \| Artista \| Título \| Álbum \| Rol \| \| ---- \| ----------------------------------- \| -------------------------------------------------------------------- \| ---------------------------------------------------------------------- \| -------------------------------------------------------------------------------- \| \| 2009 \| CNBLUE \| "Never Too Late" \| Voice, Thank U \| Cocompositor \| \| 2011 \| CNBLUE \| "Rain of Blessing" \| In My Head \| Cocompositor \| \| 2011 \| CNBLUE \| "Illusion" \| 392 \| Compositor, Coletrista \| \| 2011 \| CNBLUE \| "Coward" \| 392 \| Cocompositor, Coarreglista \| \| 2011 \| CNBLUE \| "Kimio" (Ver. Japonesa)/"Yes" (Ver. Coreana) \| 392 (Ver. Japonesa), First Step +1 Thank You (Ver. Coreana) \| Compositor, Coletrista (Ver. Coreana) \| \| 2011 \| CNBLUE \| "Wanna Be Like You" (Ver. Coreana) \| First Step (Ver. Coreana) \| Coletrista (Ver. Coreana) \| \| 2011 \| CNBLUE \| "Lie" \| 392 (Ver. Japonesa), First Step (Ver. Coreana) \| Cocompositor \| \| 2011 \| CNBLUE \| "Eclipse" (Ver. Japonesa)/ "Love Follows the Rain" (Ver. Coreana) \| 392 (Ver. Japonesa), First Step (Ver. Coreana) \| Cocompositor \| \| 2011 \| CNBLUE \| "A.Ri.Ga.Tou" (Ver. Japonesa)/ "Thank You" (고마워요) (Ver. Coreana) \| Thank U (Ver. Japonesa), First Step (Ver. Coreana) \| Compositor, Coletrista (Ver. Coreana) \| \| 2012 \| CNBLUE \| "Starlit Night" \| Robot, What Turns You On? \| Compositor, letrista \| \| 2012 \| CNBLUE \| "These Days" \| Code Name Blue \| Compositor \| \| 2012 \| CNBLUE \| "No More" \| Code Name Blue \| Cocompositor \| \| 2012 \| CNBLUE \| "My Miracle" \| Come On, Present \| Cocompositor \| \| 2012 \| CNBLUE \| "Come On" \| Come On, Code Name Blue \| Compositor \| \| 2012 \| CNBLUE \| "Get Away" \| Where You Are, Code Name Blue \| Cocompositor \| \| 2013 \| Romantic J (Lee Jong Hyun y Juniel) \| "Love Falls" \| Love Falls (Sencillo digital) \| Cocompositor \| \| 2013 \| CNBLUE \| "I Can't Believe" \| What Turns You On? (Ver. Inglés), Present (Ver. Coreana) \| Cocompositor, letrista (Ver. Inglés) / Coletrista (Ver. Coreana) \| \| 2013 \| CNBLUE \| "Crying Out" \| What Turns You On? \| Cocompositor, letrista \| \| 2013 \| CNBLUE \| "With Your Eyes" \| Blind Love, What Turns You On? \| Compositor, letrista \| \| 2013 \| CNBLUE \| "Blind Love" \| Blind Love, What Turns You On? (Ver. Japonesa), Present (Ver. Coreana) \| Cocompositor, letrista (Ver. Japonesa) / Coletrista (Ver. Coreana), coarreglista \| \| 2013 \| CNBLUE \| "Na Geudaeboda (나 그대보다; "Myself More Than You")" \| Re:Blue \| Cocompositor \| \| 2014 \| Nam Young Joo \| "Fragile and Kind" \| Fragile and Kind \| Cocompositor, coletrista \| \| 2014 \| CNBLUE \| "Foxy" \| Wave \| Cocompositor, coletrista \| \| 2014 \| CNBLUE \| "Paradise" \| Wave \| Cocompositor, letrista \| \| 2014 \| CNBLUE \| "How awesome" \| Wave \| Cocompositor, letrista \| \| 2014 \| CNBLUE \| "Monster" \| Go Your Way \| Cocompositor, letrista \| \| 2014 \| CNBLUE \| "Heart Song" (Ver. Inglés)/ "Footsteps" (Ver. Coreana) \| Truth (Ver. Inglés)/ 2gether (Ver. Coreana) \| Cocompositor, letrista, coarreglista (Ver. Coreana) \| \| 2014 \| CNBLUE \| "Sleepless Night..." \| Can't Stop \| Cocompositor, coletrista \| \| 2015 \| Ailee \| "Filling Up My Glass" \| Vivid \| compositor, coletrista \| \| 2015 \| CNBLUE \| "Hero" \| 2gether \| Cocompositor, letrista \| \| 2015 \| CNBLUE \| "Drunken night" \| 2gether \| Cocompositor, letrista \| \| 2015 \| CNBLUE \| "Lucid dream" \| Colors \| Cocompositor, letrista \| \| 2015 \| CNBLUE \| "Irony" \| White, Colors \| Compositor, coletrista \| \| 2015 \| CNBLUE \| "White" \| White, Colors \| Cocompositor, coletrista \| |                                     |                                                                      |                                                                        |                                                                                  |
| Año | Artista                             | Título                                                               | Álbum                                                                  | Rol                                                                              |
| 2009 | CNBLUE                              | "Never Too Late"                                                     | Voice, Thank U                                                         | Cocompositor                                                                     |
| 2011 | CNBLUE                              | "Rain of Blessing"                                                   | In My Head                                                             | Cocompositor                                                                     |
| 2011 | CNBLUE                              | "Illusion"                                                           | 392                                                                    | Compositor, Coletrista                                                           |
| 2011 | CNBLUE                              | "Coward"                                                             | 392                                                                    | Cocompositor, Coarreglista                                                       |
| 2011 | CNBLUE                              | "Kimio" (Ver. Japonesa)/"Yes" (Ver. Coreana)                         | 392 (Ver. Japonesa), First Step +1 Thank You (Ver. Coreana)            | Compositor, Coletrista (Ver. Coreana)                                            |
| 2011 | CNBLUE                              | "Wanna Be Like You" (Ver. Coreana)                                   | First Step (Ver. Coreana)                                              | Coletrista (Ver. Coreana)                                                        |
| 2011 | CNBLUE                              | "Lie"                                                                | 392 (Ver. Japonesa), First Step (Ver. Coreana)                         | Cocompositor                                                                     |
| 2011 | CNBLUE                              | "Eclipse" (Ver. Japonesa)/ "Love Follows the Rain" (Ver. Coreana)    | 392 (Ver. Japonesa), First Step (Ver. Coreana)                         | Cocompositor                                                                     |
| 2011 | CNBLUE                              | "A.Ri.Ga.Tou" (Ver. Japonesa)/ "Thank You" (고마워요) (Ver. Coreana) | Thank U (Ver. Japonesa), First Step (Ver. Coreana)                     | Compositor, Coletrista (Ver. Coreana)                                            |
| 2012 | CNBLUE                              | "Starlit Night"                                                      | Robot, What Turns You On?                                              | Compositor, letrista                                                             |
| 2012 | CNBLUE                              | "These Days"                                                         | Code Name Blue                                                         | Compositor                                                                       |
| 2012 | CNBLUE                              | "No More"                                                            | Code Name Blue                                                         | Cocompositor                                                                     |
| 2012 | CNBLUE                              | "My Miracle"                                                         | Come On, Present                                                       | Cocompositor                                                                     |
| 2012 | CNBLUE                              | "Come On"                                                            | Come On, Code Name Blue                                                | Compositor                                                                       |
| 2012 | CNBLUE                              | "Get Away"                                                           | Where You Are, Code Name Blue                                          | Cocompositor                                                                     |
| 2013 | Romantic J (Lee Jong Hyun y Juniel) | "Love Falls"                                                         | Love Falls (Sencillo digital)                                          | Cocompositor                                                                     |
| 2013 | CNBLUE                              | "I Can't Believe"                                                    | What Turns You On? (Ver. Inglés), Present (Ver. Coreana)               | Cocompositor, letrista (Ver. Inglés) / Coletrista (Ver. Coreana)                 |
| 2013 | CNBLUE                              | "Crying Out"                                                         | What Turns You On?                                                     | Cocompositor, letrista                                                           |
| 2013 | CNBLUE                              | "With Your Eyes"                                                     | Blind Love, What Turns You On?                                         | Compositor, letrista                                                             |
| 2013 | CNBLUE                              | "Blind Love"                                                         | Blind Love, What Turns You On? (Ver. Japonesa), Present (Ver. Coreana) | Cocompositor, letrista (Ver. Japonesa) / Coletrista (Ver. Coreana), coarreglista |
| 2013 | CNBLUE                              | "Na Geudaeboda (나 그대보다; "Myself More Than You")"                | Re:Blue                                                                | Cocompositor                                                                     |
| 2014 | Nam Young Joo                       | "Fragile and Kind"                                                   | Fragile and Kind                                                       | Cocompositor, coletrista                                                         |
| 2014 | CNBLUE                              | "Foxy"                                                               | Wave                                                                   | Cocompositor, coletrista                                                         |
| 2014 | CNBLUE                              | "Paradise"                                                           | Wave                                                                   | Cocompositor, letrista                                                           |
| 2014 | CNBLUE                              | "How awesome"                                                        | Wave                                                                   | Cocompositor, letrista                                                           |
| 2014 | CNBLUE                              | "Monster"                                                            | Go Your Way                                                            | Cocompositor, letrista                                                           |
| 2014 | CNBLUE                              | "Heart Song" (Ver. Inglés)/ "Footsteps" (Ver. Coreana)               | Truth (Ver. Inglés)/ 2gether (Ver. Coreana)                            | Cocompositor, letrista, coarreglista (Ver. Coreana)                              |
| 2014 | CNBLUE                              | "Sleepless Night..."                                                 | Can't Stop                                                             | Cocompositor, coletrista                                                         |
| 2015 | Ailee                               | "Filling Up My Glass"                                                | Vivid                                                                  | compositor, coletrista                                                           |
| 2015 | CNBLUE                              | "Hero"                                                               | 2gether                                                                | Cocompositor, letrista                                                           |
| 2015 | CNBLUE                              | "Drunken night"                                                      | 2gether                                                                | Cocompositor, letrista                                                           |
| 2015 | CNBLUE                              | "Lucid dream"                                                        | Colors                                                                 | Cocompositor, letrista                                                           |
| 2015 | CNBLUE                              | "Irony"                                                              | White, Colors                                                          | Compositor, coletrista                                                           |
| 2015 | CNBLUE                              | "White"                                                              | White, Colors                                                          | Cocompositor, coletrista                                                         |

## Filmografía

### Películas
| Año  | Título                     | Rol           | Compañía     | Notas     |
| ---- | -------------------------- | ------------- | ------------ | --------- |
| 2010 | Acoustic ("Bakery Attack") | Kim Seong Won | Kino Eye/DMC | Rol Debut |

### Series de televisión
| Año       | Título                              | Rol              | Canal   | Notas               |
| --------- | ----------------------------------- | ---------------- | ------- | ------------------- |
| 2012      | A Gentleman's Dignity               | Collin Black     | SBS     | Pequeño rol         |
| 2013      | Drama Especial – Adolescence Medley | Yang Yeong Woong | KBS 2TV | cameo ep.2-3        |
| 2013–2014 | Cheongdam-dong 111                  | Él mismo         | tvN     | Reality show ep.1-8 |
| 2014      | One Sunny Day                       | Pareja           | LINE TV | cameo ep.4 y 8      |
| 2015      | Orange Marmalade                    | Han Si Hoo       | KBS 2TV | Rol Secundario      |
| 2017      | My Only Love Song                   | On-dal           | Netflix | Rol Principal       |
| 2017      | Generación de chicas 1979           | Joo Young Choon  | KBS 2TV | Rol Principal       |
| 2018      | That Man Oh Soo                     | Oh Soo           | OCN     | Rol Principal       |

### Programa de Variedades
| Año  | Título                                                        | Canal            | Notas                                                  |
| ---- | ------------------------------------------------------------- | ---------------- | ------------------------------------------------------ |
| 2011 | Director's Cut Season 2 (ep. 13–14)                           | Mnet             | Invitado (con Kang Min-hyuk)                           |
| 2011 | Radio Star                                                    | MBC              | Invitado (ep. 234)                                     |
| 2011 | You Hee-yeol's Sketchbook (ep. 94)                            | KBS 2TV          | Invitado (con CNBLUE)                                  |
| 2012 | Radio Star                                                    | MBC              | Invitado (ep. 298)                                     |
| 2012 | Strong Heart (ep. 142)                                        | SBS              | Invitado especial                                      |
| 2012 | You Hee-yeol's Sketchbook (ep 138)                            | KBS 2TV          | Invitado (con CNBLUE)                                  |
| 2012 | GO Show (ep. 21, 34)                                          | SBS              | Invitado                                               |
| 2013 | Running Man (ep. 127, 129, 138)                               | SBS              | Invitado                                               |
| 2013 | Family's Dignity – Full House (ep. 3)                         | KBS              | Invitado                                               |
| 2013 | You Hee-yeol's Sketchbook (ep. 175)                           | KBS 2TV          | Invitado (con CNBLUE)                                  |
| 2013 | Blind Test Show 180° (ep. 5)                                  | MBC              | Invitado                                               |
| 2013 | Taxi (ep. 277)                                                | tvN              | Invitado (con CNBLUE)                                  |
| 2013 | Hello Counselor (ep. 108)                                     | KBS              | Invitado (con CNBLUE)                                  |
| 2014 | Running Man (ep. 186)                                         | SBS              | Invitado (con CNBLUE)                                  |
| 2014 | Weekly Idol (ep. 139, 140)                                    | MBC Every 1      | Invitado (con CNBLUE)                                  |
| 2014 | Hello Counselor (ep. 165)                                     | KBS              | Invitado (con CNBLUE)                                  |
| 2014 | You Hee-yeol's Sketchbook (ep. 224)                           | KBS 2TV          | Invitado (con CNBLUE)                                  |
| 2014 | Golden Fishery Radio Star (ep. 367)                           | MBC              | Invitado (con CNBLUE)                                  |
| 2014 | Weekly Idol (ep. 157)                                         | MBC Every 1      | Invitado (con Kang Min Hyuk, F.T. Island, AOA)         |
| 2014 | Sleeping With The Boss (ep. 6, 7)                             | JTBC             | Invitado (con Kang Min Hyuk, F.T. Island, AOA, Juniel) |
| 2015 | Tutoring Across Generations (ep. 14,15)                       | MBC              | Invitado                                               |
| 2015 | Happy Camp                                                    | Hunan Television | invitado - junto a CNBLUE                              |
| 2015 | Yonghwa's Hologram                                            | Mnet             | Invitado                                               |
| 2015 | We Got Married                                                | MBC              | Esposo Virtual (con Gong Seung-yeon)                   |
| 2015 | Exciting India                                                | KBS              | Miembro del elenco                                     |
| 2015 | You Hee-yeol's Sketchbook (ep. 290)                           | KBS 2TV          | Invitado (con CNBLUE)                                  |
| 2015 | Weekly Idol (ep. 218)                                         | MBC Every 1      | Invitado (con CNBLUE)                                  |
| 2015 | Cool Kiz On The Block (ep. 125, 126, 127, 128, 129, 130, 131) | KBS 2TV          | Miembro del equipo de judo                             |
| 2015 | A Song For You 4 (ep. 14)                                     | KBS              | Invitado (con CNBLUE)                                  |
| 2016 | Battle Trip (ep. 9-10)                                        | KBS2             | Participó con Jung Joon Young y Choi Tae Joon          |
| 2017 | King of Mask Singer (ep. 101-102)                             | MBC              | Participó como "All Together Cube One Wheel"           |
| 2017 | 2 Days & 1 Night (ep. 483)                                    | KBS2             | Invitado                                               |

### Presentador
| Año  | Título                          | Canal | Notas                                                     |
| ---- | ------------------------------- | ----- | --------------------------------------------------------- |
| 2013 | Show! Music Core                | MBC   | Presentador especial junto a CNBLUE                       |
| 2013 | MTV 'THE SHOW: ALL ABOUT K-POP’ | SBS   | Presentador especial junto a Hyeri and Yura de Girl's Day |

### Apariciones en videos musicales
| Año  | Canción         | Artista    | Video         |
| ---- | --------------- | ---------- | ------------- |
| 2013 | "Love Falls"    | Romantic J | Video Oficial |
| 2014 | "Mr. Ambiguous" | MAMAMOO    | Video Oficial |

## Premios y nominaciones
| Año  | Premio                        | Categoría            | Trabajo Nominado                      | Resultado |
| ---- | ----------------------------- | -------------------- | ------------------------------------- | --------- |
| 2012 | 5th Korea Drama Awards        | Mejor BSO            | "My Love" (A Gentleman's Dignity OST) | Nominado  |
| 2012 | 14th Mnet Asian Music Awards  | Mejor BSO            | "My Love" (A Gentleman's Dignity OST) | Nominado  |
| 2012 | 4th MelOn Music Awards        | TStore Mejor canción | "My Love" (A Gentleman's Dignity OST) | Nominado  |
| 2012 | 4th MelOn Music Awards        | Mejor BSO            | "My Love" (A Gentleman's Dignity OST) | Nominado  |
| 2012 | SBS Drama Awards              | Nueva Estrella       | A Gentleman's Dignity                 | Ganó      |
| 2013 | 22nd High1 Seoul Music Awards | Mejor BSO            | "My Love" (A Gentleman's Dignity OST) | Ganó      |